# Larimus fasciatus
Larimus fasciatus és una espècie de peix de la família dels esciènids i de l'ordre dels perciformes.

## Morfologia
- Els mascles poden assolir 25 cm de longitud total.[4][5]

## Alimentació
Menja principalment gambes petites.

## Hàbitat
És un peix de clima subtropical i demersal.

## Distribució geogràfica
Es troba a l'Atlàntic occidental: des de Massachusetts fins a Texas, llevat del sud de Florida però incloent-hi el Golf de Mèxic.

## Observacions
És inofensiu per als humans.